# Arora (prohlížeč)
Arora je svobodný webový prohlížeč vytvořený Benjaminem C. Meyerem. Arora se dá spustit na macOS, Linuxu, Windows, FreeBSD, OS/2, Haiku a systémů s podporou Qt toolkitu. Jméno Arora je palindrom.
V prohlížeči se nachází historie prohlížení, záložky, OpenSearch, Režim ingognito, Správce stahování, WebInspector a AdBlock.